# Margriet Herroes
Margriet Herroes was een slachtoffer van de heksenvervolging in Europa. Zij werd herhaaldelijk gefolterd en pleegde zelfmoord tijdens haar gevangenschap in Borgloon in 1551.
In augustus 1551 beschuldigde de drossaard van Grathem Margriet Herroes van toverij. Op 6 augustus werd ze tweemaal op de ladder gebonden, maar ze doorstond de foltering en zweeg. 's Anderendaags werd ze opnieuw herhaaldelijk gemarteld, maar ze bleef zwijgen. Erg verzwakt door de folteringen werd Margriet Herroes op een zolder opgesloten en aan haar lot overgelaten. Een maand later werd ze opnieuw gefolterd totdat ze bewusteloos neerviel. Op 15 oktober werd Margriet nogmaals gefolterd. Omdat de pijniging door de ladder zonder het gewenste effect bleef, werden haar de schaapsleren schoeisels aangetrokken. Het is waarschijnlijk dat de vastgebonden Margriet Herroes daarmee voor een vuur werd geplaatst, zodat haar benen en voeten in het gloeiende schoeisel werden verbrand. Nog steeds sprak de vrouw geen woord. De schepenen lieten haar weer naar de zolder brengen. 's Nachts sneed de wanhopige Margriet Herroes zich daar de keel door.